# Ревуцкий, Дмитрий Николаевич
Дмитрий Николаевич Ревуцкий (укр. Дмитро́ Ми́колайович Реву́цький; 1881, с. Иржавец Черниговской губернии — декабрь 1941, Киев) — украинский советский музыковед, фольклорист, литературовед, переводчик, педагог, профессор.

## Биография
Потомок старинной казацкой старши́ны. О древнейшем известном предке отца — легендарном казаке Петре Ревухе поется в одной из народных песен. По материнской линии принадлежал, так же, к казацкому шляхетскому роду Стороженко, а следовательно, был потомком двух гетманов: Богдана Хмельницкого — по дочери Марии Богдановне, женатому с Иваном Стороженко, и Павла Полуботка.
Старший брат Л. Н. Ревуцкого, украинского композитора, народного артиста СССР, академика АН УССР, Героя Социалистического Труда. Сын Валерьян (1910-2010), театровед, театральный критик, педагог, славист, профессор. Иностранный действительный член (академик) Национальной академии искусств Украины, заслуженный деятель искусств Украины.
Начальное образование Дмитрий Ревуцкий получил в семье с богатыми культурными традициями. С 1900 по 1906 г. обучался на историко-филологическом факультете Киевского университета. Музыкальное образование получил под руководством композитора Н. Лысенко.
С 1918 активно приобщился к строительству украинской культуры, был одним из первых профессоров вновь созданного Музыкально-драматического института им. Лысенко (теперь Киевский национальный университет театра, кино и телевидения имени И. К. Карпенко-Карого), где на театральном факультете преподавал орфоэпию — правильное произношение украинского языка. В институте преподавал до 1932. Одновременно продолжал учительствовать в киевских гимназиях.
С 1938 — старший научный сотрудник Института фольклора АН УССР и преподаватель Киевского Театрального Института.
Убит агентом НКВД вместе с женой в оккупированном немцами Киеве 29 декабря 1941.
Похоронен в Киеве на Байковом кладбище.

## Научно-культурная и творческая деятельность
Д. Ревуцкий приложил много усилий в развитии украинской научной мысли. Был среди организаторов этнографического кабинета ВУАН (1922), издания научного «Этнографического вестника» (1923).
Внëс значительный вклад в области украинской педагогики, музыковедения, фольклористики, перевода, издательского дела, просвещения, в развитие духовной культуры Украины.
В 1919 опубликовал книгу «Украинские думы и исторические песни». В 1920 году издал учебник «Живое слово. Теория выразительного чтения …».
В 1926—1929 вышли три выпуска его сборников украинских народных песен «Золотые ключи» (по 125 песен в каждом) с комментариями академического уровня.
Был организатором многочисленных концертов, исполнителем народных песен и дум, переводчиком текстов произведений европейских и русских композиторов, редактировал многочисленные нотные издания (произведения известных мировых композиторов, вокальных произведений Бетховена, «Галицкие песни» в его обработке, «Дуэты Лысенко», «Казацкие и исторические песни» и др.).
Д. Ревуцкий перевел для Киевского Оперного театра либретто опер: «Похищение из сераля» Моцарта, «Пророк» Д. Мейербера, «Фауст» Гуно, «Паяцы» Леонкавалло, «Руслан и Людмила» М. Глинки, «Алеко» С. Рахманинова.
Ревуцкий — автор около 60 научных работ, в том числе «Українські думи та пісні історичні» (1919), «Андріяшіяда» — опера-сатира Н. Лысенко (1930), «Гулак-Артемовський і його комічна опера „Запорожець за Дунаєм“» (1936), «Лисенко — хоровий диригент» (1937), «Шевченко і народна пісня» (1939), «Автобіографії М. Лисенка» (1940) и др.